# Leichtathletik-Weltmeisterschaften 2015/5000 m der Männer

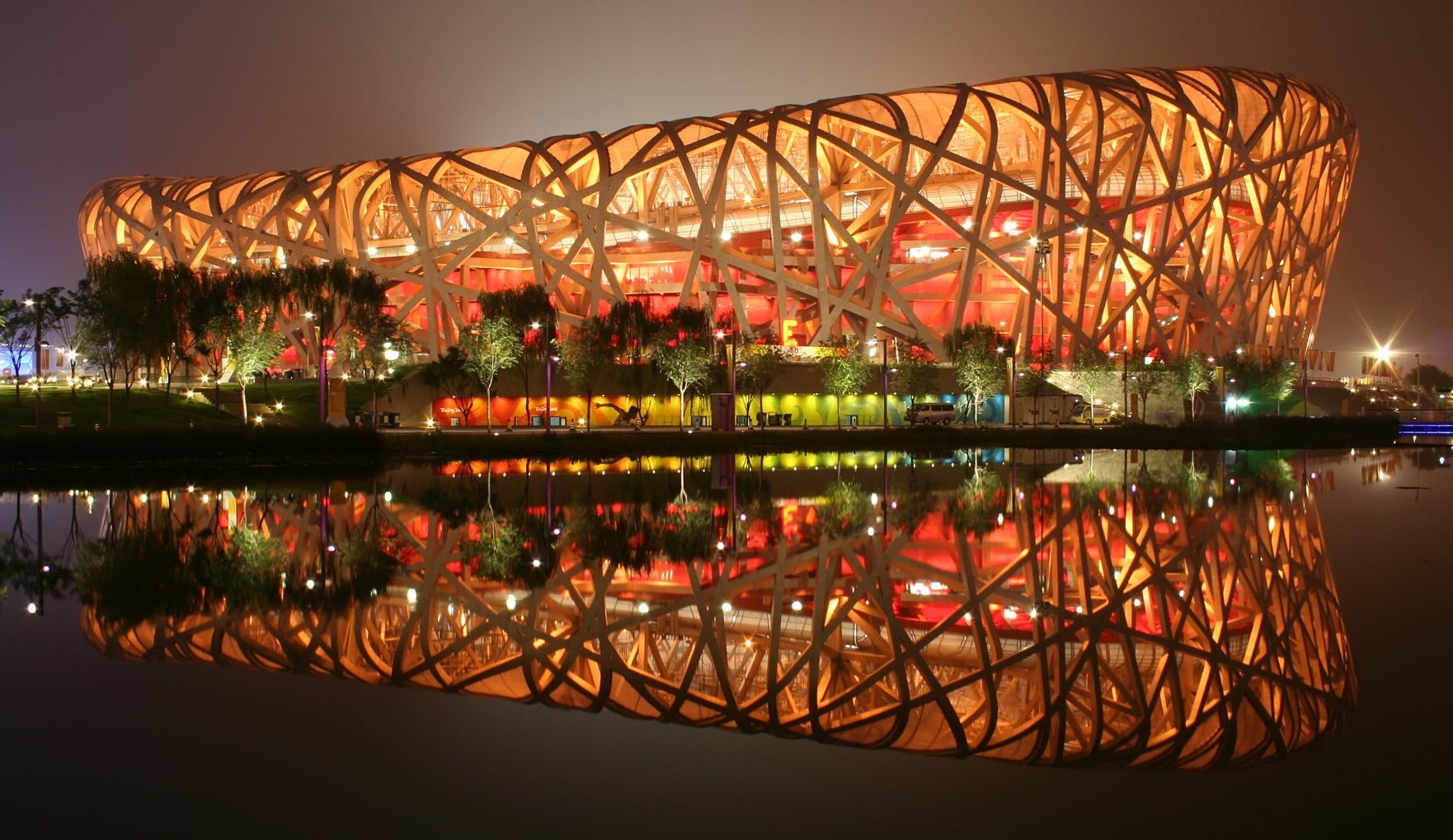
Das Nationalstadion Peking während der Weltmeisterschaften

Der 5000-Meter-Lauf der Männer bei den Leichtathletik-Weltmeisterschaften 2015 wurde am 26. und 29. August 2015 im Nationalstadion der chinesischen Hauptstadt Peking ausgetragen.
Eine Woche nach seinem Sieg über 10.000 Meter errang der hoch favorisierte britische Doppelolympiasieger von 2012 (5000/10.000 Meter) Mo Farah seinen dritten WM-Titel in Folge auf dieser Strecke. Auch über 10.000 Meter hatte er vorher bereits WM-Medaillen (2013 Gold / 2011 Silber) gesammelt. Darüber hinaus war er über 5000 Meter dreifacher Europameister (2010/2012/2014) und 2006 Vizeeuropameister. Über 10.000 Meter hatte er 2010 und 2014 den EM-Titel gewonnen.

Den zweiten Rang belegte der Kenianer Caleb Ndiku.

Bronze ging an den äthiopischen Vizeweltmeister von 2013 Hagos Gebrhiwet.

## Bestehende Rekorde
| Weltrekord               | Kenenisa Bekele | 12:37,35 min | Hengelo, Niederlande                | 31. Mai 2004    |
| Weltmeisterschaftsrekord | Eliud Kipchoge  | 12:52,79 min | WM in Paris/Saint-Denis, Frankreich | 31. August 2003 |

Der bestehende WM-Rekord wurde bei diesen Weltmeisterschaften nicht eingestellt und nicht verbessert.

## Doping
Auch in dieser Disziplin kam es zu einer nachträglichen Annullierung des Ergebnisses eines marokkanischen Athleten. Die IAAF sperrte den im Vorlauf ausgeschiedenen Othmane el-Goumri aufgrund von Unregelmäßigkeiten in seinem Biologischen Pass für zwei Jahre bis zum 30. Juni 2018. Seine seit dem 11. August 2013 erzielten Ergebnisse wurden annulliert.

## Vorläufe
Aus den beiden Vorläufen qualifizierten sich die jeweils fünf Ersten jedes Laufes – hellblau unterlegt – und zusätzlich die fünf Zeitschnellsten – hellgrün unterlegt –  für das Halbfinale. Das deutlich schnellere Rennen gab es im zweiten Vorlauf. Alle fünf Läufer, die sich über ihre Zeit für das Finale qualifizierten, kamen aus diesem zweiten Lauf.

### Lauf 1

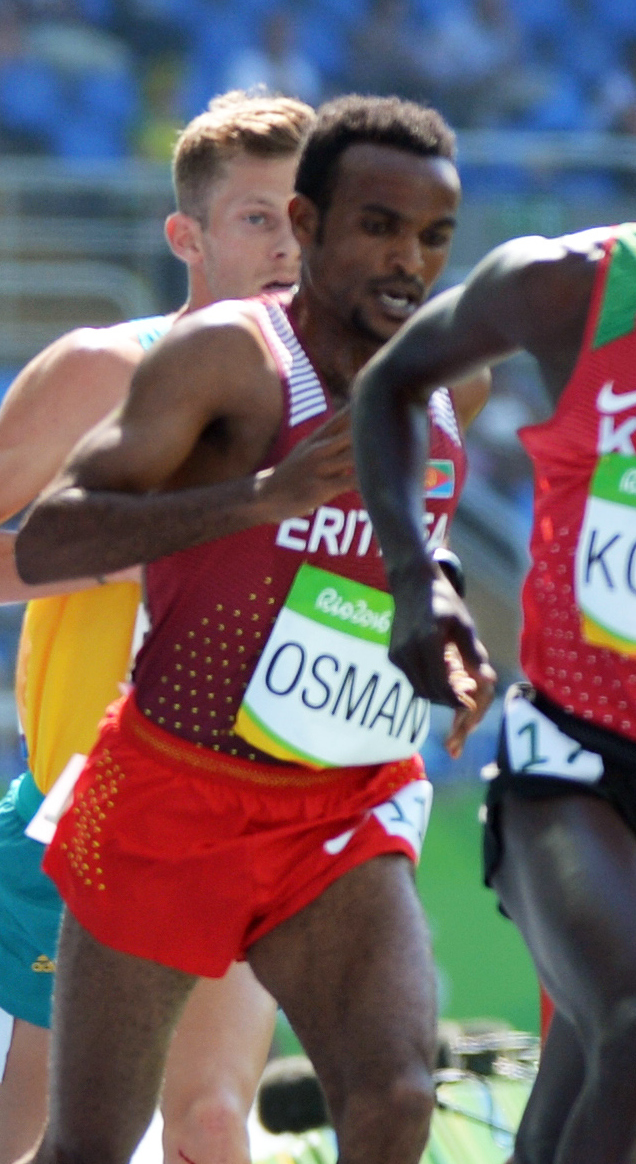
Abrar Oman – ausgeschieden als Sechster in 13:45,55 min
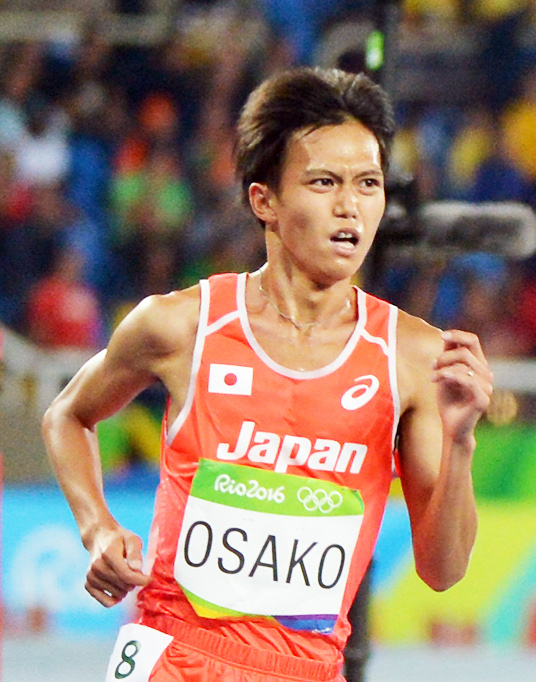
Suguru Ōsako – ausgeschieden als Siebter in 13:45,82 min
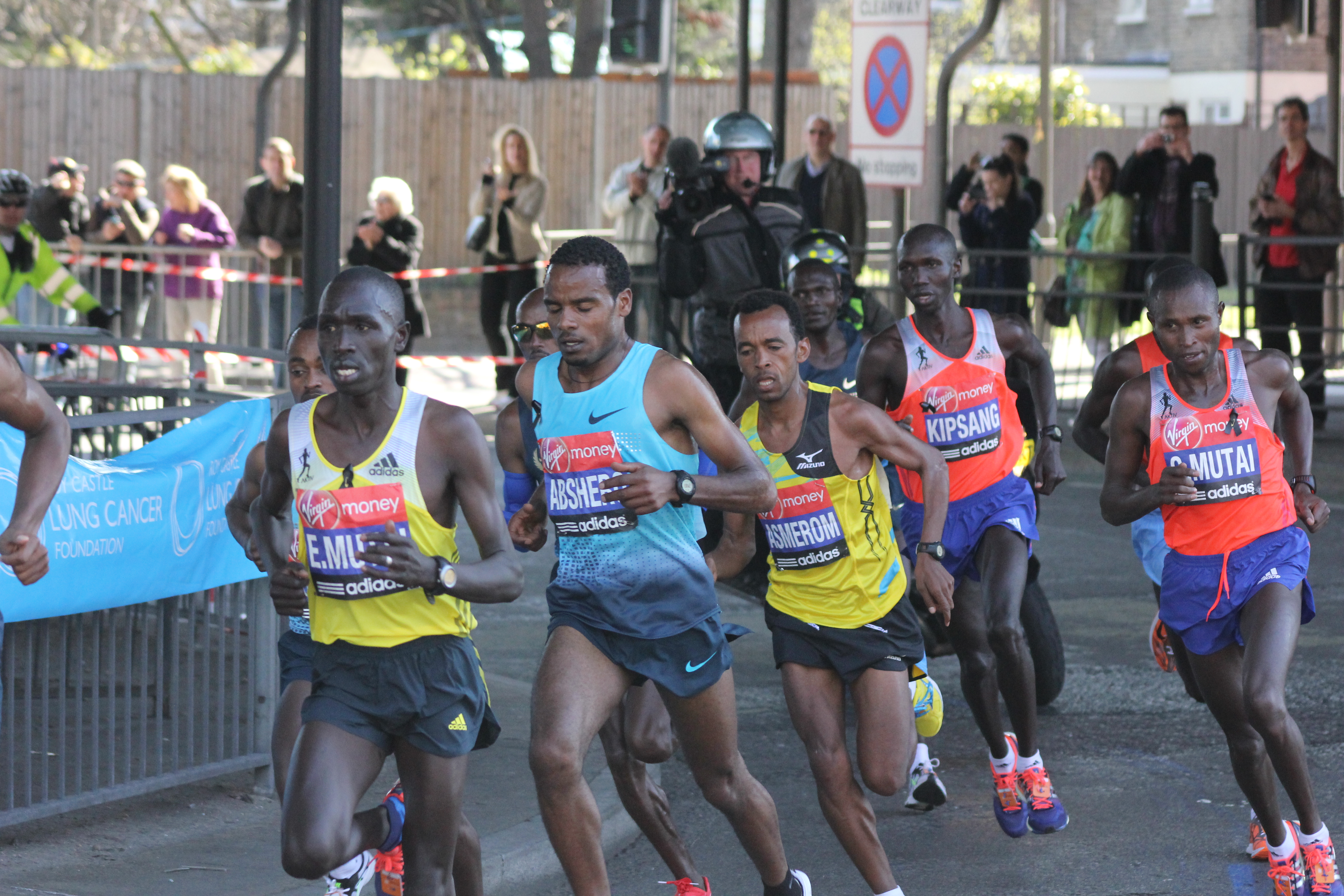
Emmanuel Kipsang (hinten, Zweiter von rechts) – ausgeschieden als Achter in 13:46,43 min

26. August 2015, 9:35 Uhr (3:35 Uhr MESZ)
| Platz | Name                | Land           | Zeit (min)  |
| ----- | ------------------- | -------------- | ----------- |
| 1     | Hagos Gebrhiwet     | Äthiopien      | 13:45,00    |
| 2     | Ben True            | USA            | 13:45,09    |
| 3     | Edwin Cheruiyot Soi | Kenia          | 13:45,28    |
| 4     | Tom Farrell         | Großbritannien | 13:45,29    |
| 5     | Imane Merga         | Äthiopien      | 13:45,41    |
| 6     | Abrar Osman         | Eritrea        | 13:45,55    |
| 7     | Suguru Ōsako        | Japan          | 13:45,82    |
| 8     | Emmanuel Kipsang    | Kenia          | 13:46,43    |
| 9     | Cameron Levins      | Kanada         | 13:48,72    |
| 10    | Brett Robinson      | Australien     | 13:49,63    |
| 11    | Alemayehu Bezabeh   | Spanien        | 13:54,13    |
| 12    | Dennis Licht        | Niederlande    | 13:57,61    |
| 13    | Sindre Buraas       | Norwegen       | 13:59,07    |
| 14    | Kemoy Campbell      | Jamaika        | 14:00,55    |
| 15    | Aweke Ayalew        | Bahrain        | 14:07,18    |
| 16    | Félicien Muhitira   | Ruanda         | 14:11,12 PB |
| 17    | Víctor Aravena      | Chile          | 14:29,34    |
| 18    | Stuart Banda        | Malawi         | 14:49,31 PB |
| DOP   | Othmane el-Goumri   | Marokko        |             |
| DNS   | Bashir Abdi         | Belgien        |             |

Weitere im ersten Vorlauf ausgeschiedene Langstreckler:

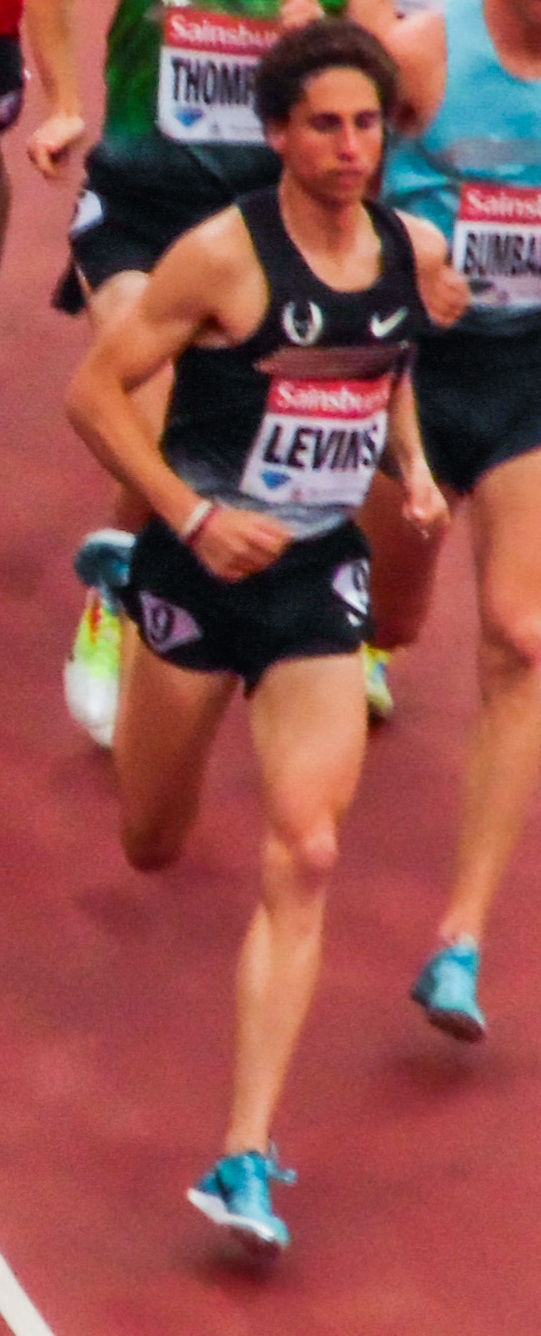
Cameron Levins Rang neun in 13:48,72 min
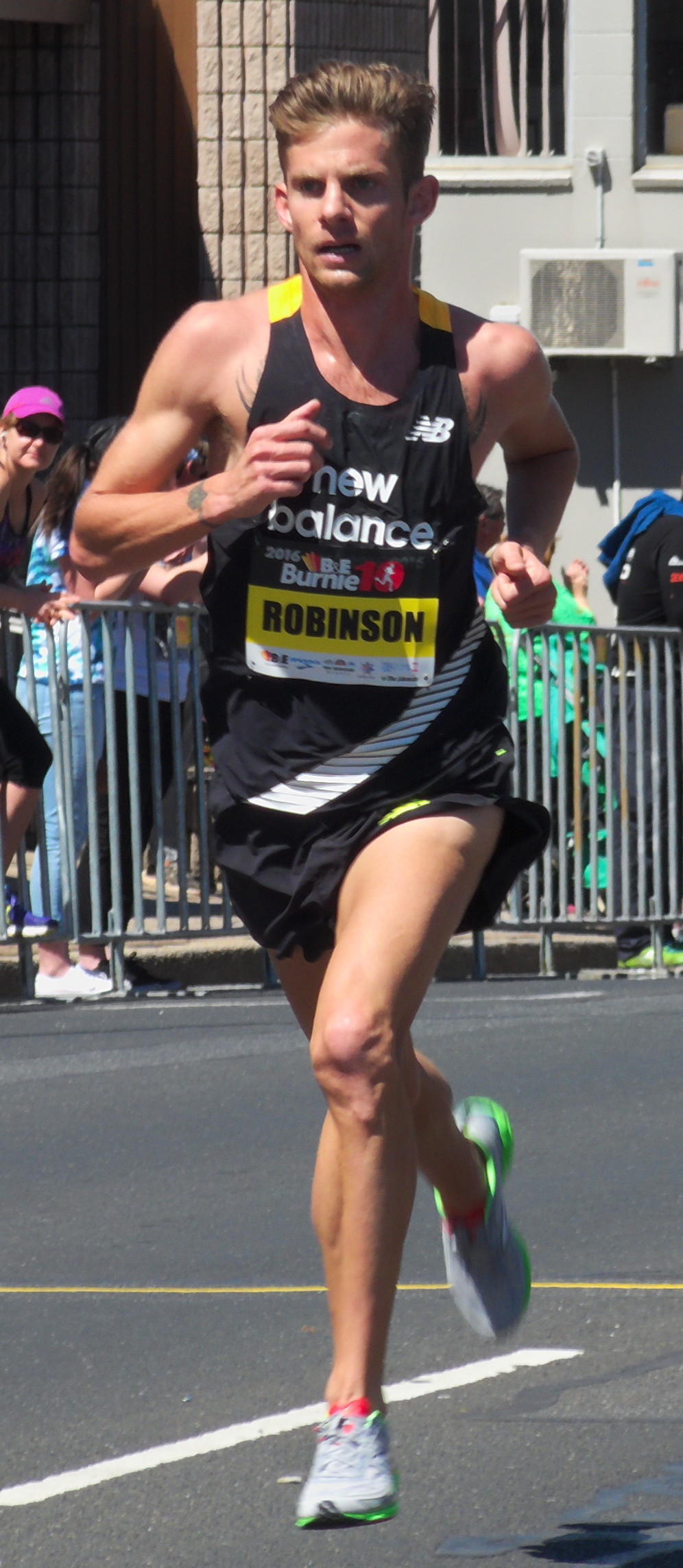
Brett Robinson Rang zehn in 13:49,63 min
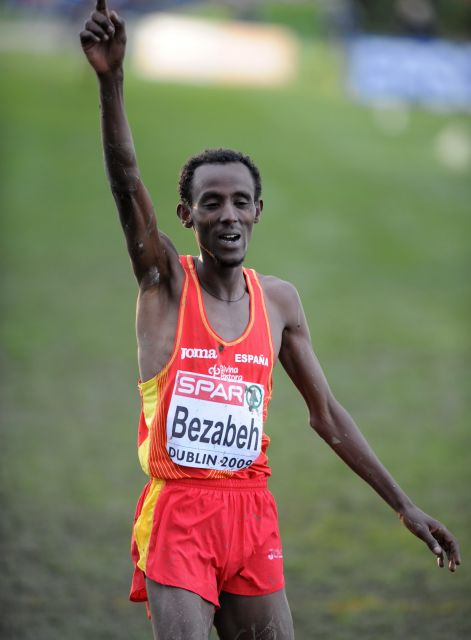
Alemayehu Bezabeh Rang elf in 13:54,13 min
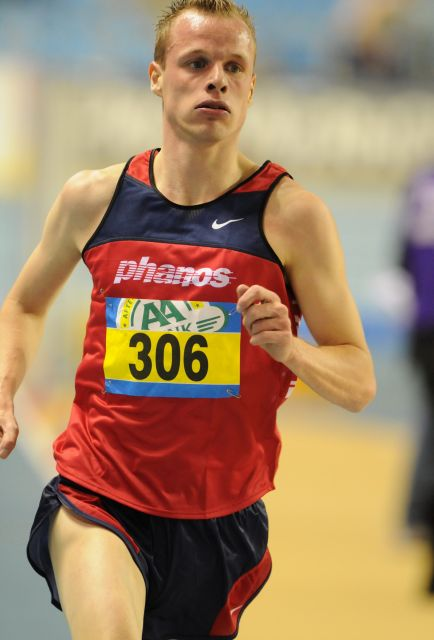
Dennis Licht Rang zwölf in 13:57,61 min
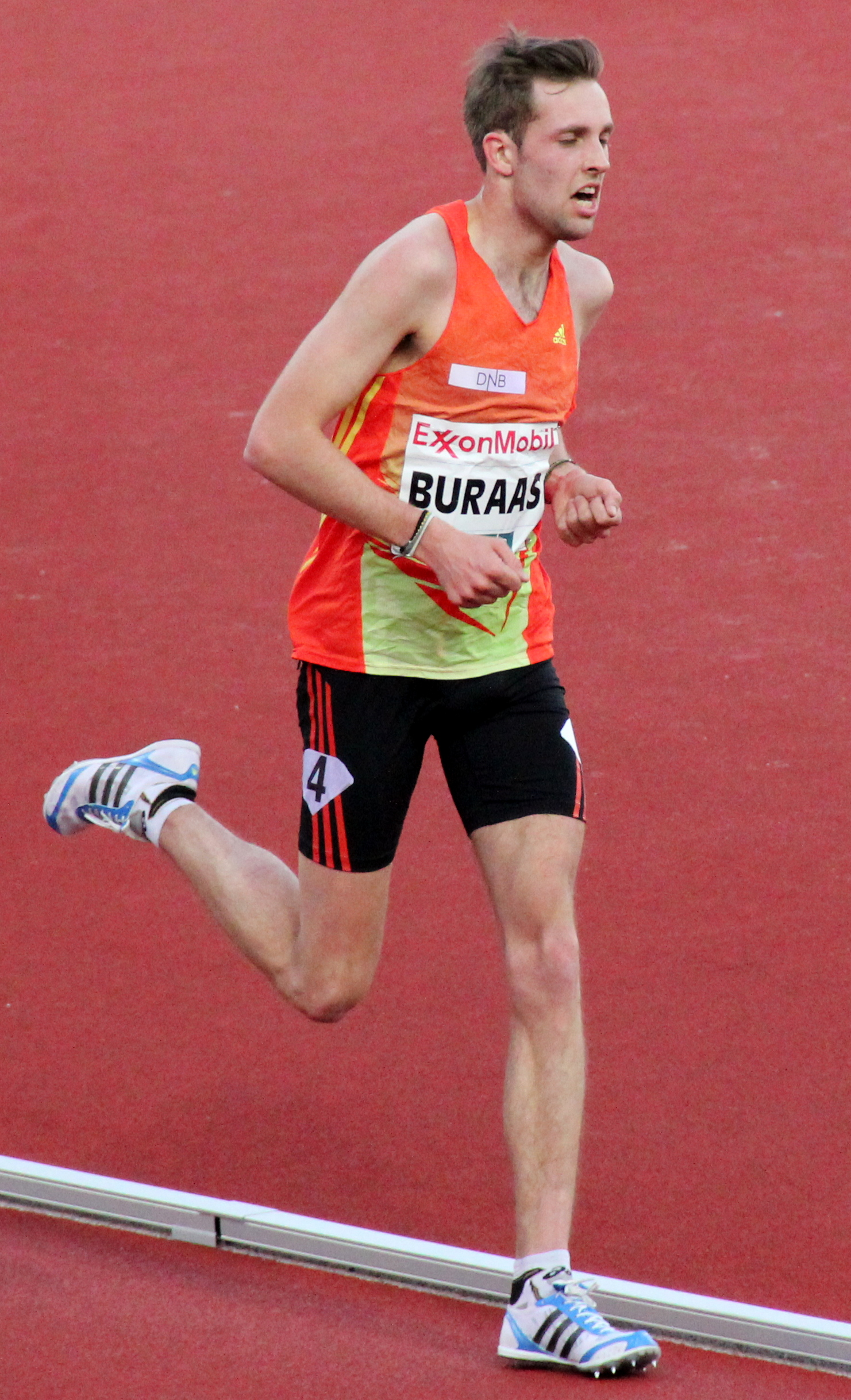
Sindre Buraas Rang dreizehn in 13:59,07 min

### Lauf 2

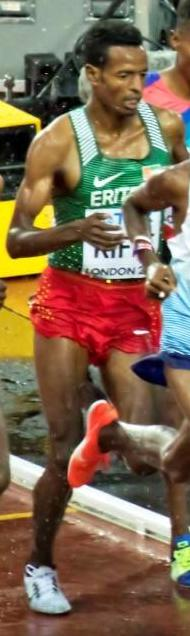
Aron Kifle – ausgeschieden als Elfter in 13:25,85 min
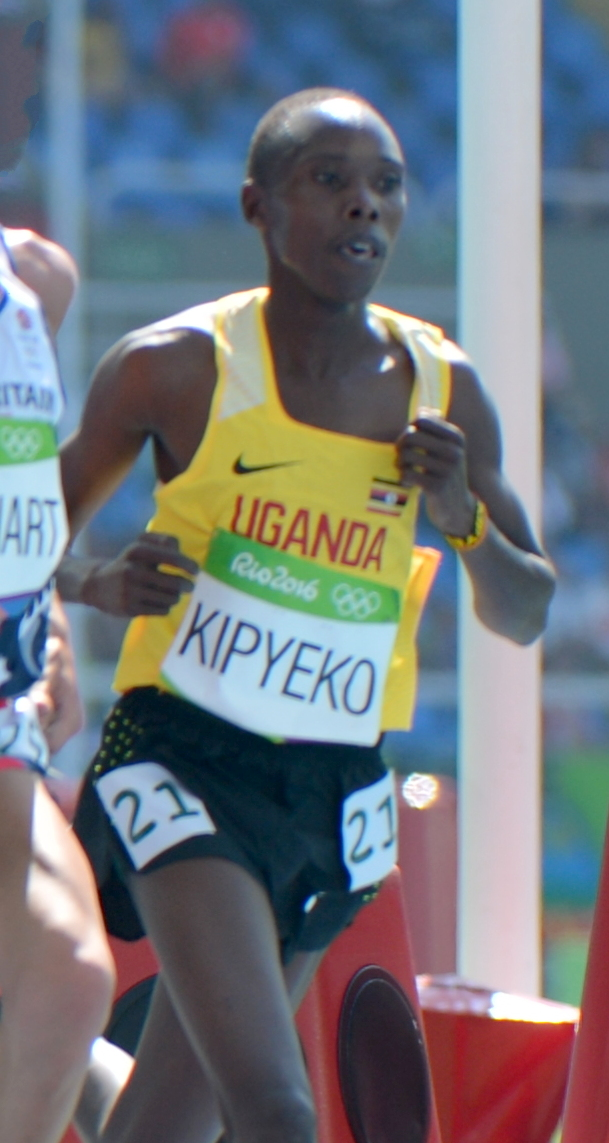
Phillip Kipyeko – ausgeschieden als Zwölfter in 13:26,20 min
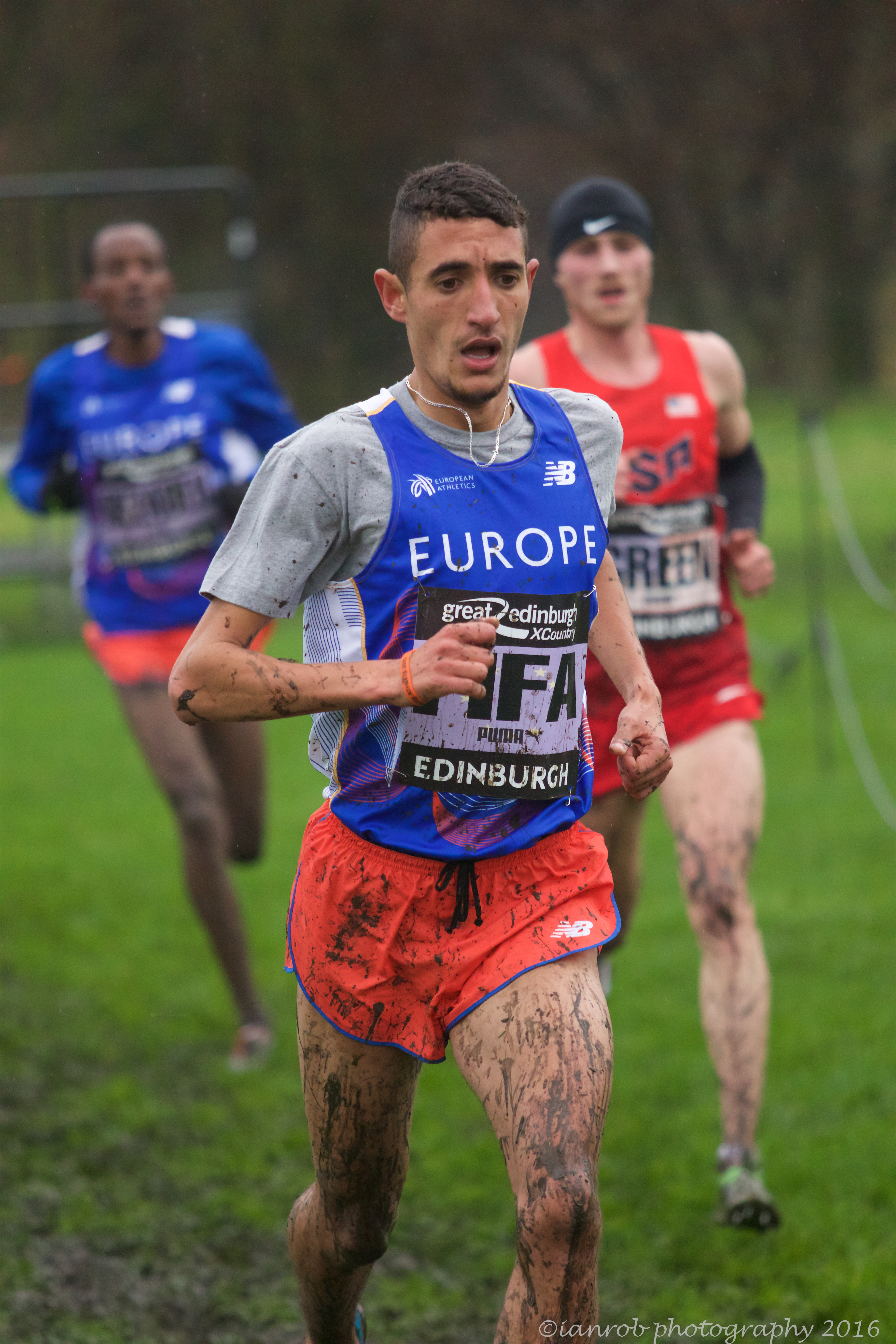
Ilias Fifa – ausgeschieden als Dreizehnter in 13:28,77 min

26. August 2015, 9:56 Uhr (3:56 Uhr MESZ)
| Platz | Name                   | Land                | Zeit (min)  |
| ----- | ---------------------- | ------------------- | ----------- |
| 1     | Yomif Kejelcha         | Äthiopien           | 13:19,38    |
| 2     | Mo Farah               | Großbritannien      | 13:19,44    |
| 3     | Mohammed Ahmed         | Kanada              | 13:19,58    |
| 4     | Caleb Ndiku            | Kenia               | 13;19,58    |
| 5     | Albert Kibichii Rop    | Bahrain             | 13:19,61    |
| 6     | Ryan Hill              | USA                 | 13:19,67    |
| 7     | Richard Ringer         | Deutschland         | 13:19,84    |
| 8     | Galen Rupp             | USA                 | 13:20,78    |
| 9     | Ali Kaya               | Türkei              | 13:21,46    |
| 10    | Isiah Kiplangat Koech  | Kenia               | 13:23,51    |
| 11    | Aron Kifle             | Eritrea             | 13:25,85    |
| 12    | Phillip Kipyeko        | Uganda              | 13:26,20    |
| 13    | Ilias Fifa             | Spanien             | 13:28,77    |
| 14    | Hayle İbrahimov        | Aserbaidschan       | 13:28,77    |
| 15    | Collis Birmingham      | Australien          | 13:34,58    |
| 16    | Jesús España           | Spanien             | 13:51,47    |
| 17    | Kōta Murayama          | Japan               | 14:07,11    |
| 18    | Duo Bujie              | Volksrepublik China | 14:07,35    |
| 19    | Suleiman Abdille Borai | Somalia             | 15:26,65 PB |
| 20    | Abdullah al-Qwabani    | Jemen               | 16:02,55 PB |
| DNF   | Younès Essalhi         | Marokko             |             |

Weitere im zweiten Vorlauf ausgeschiedene Langstreckler:

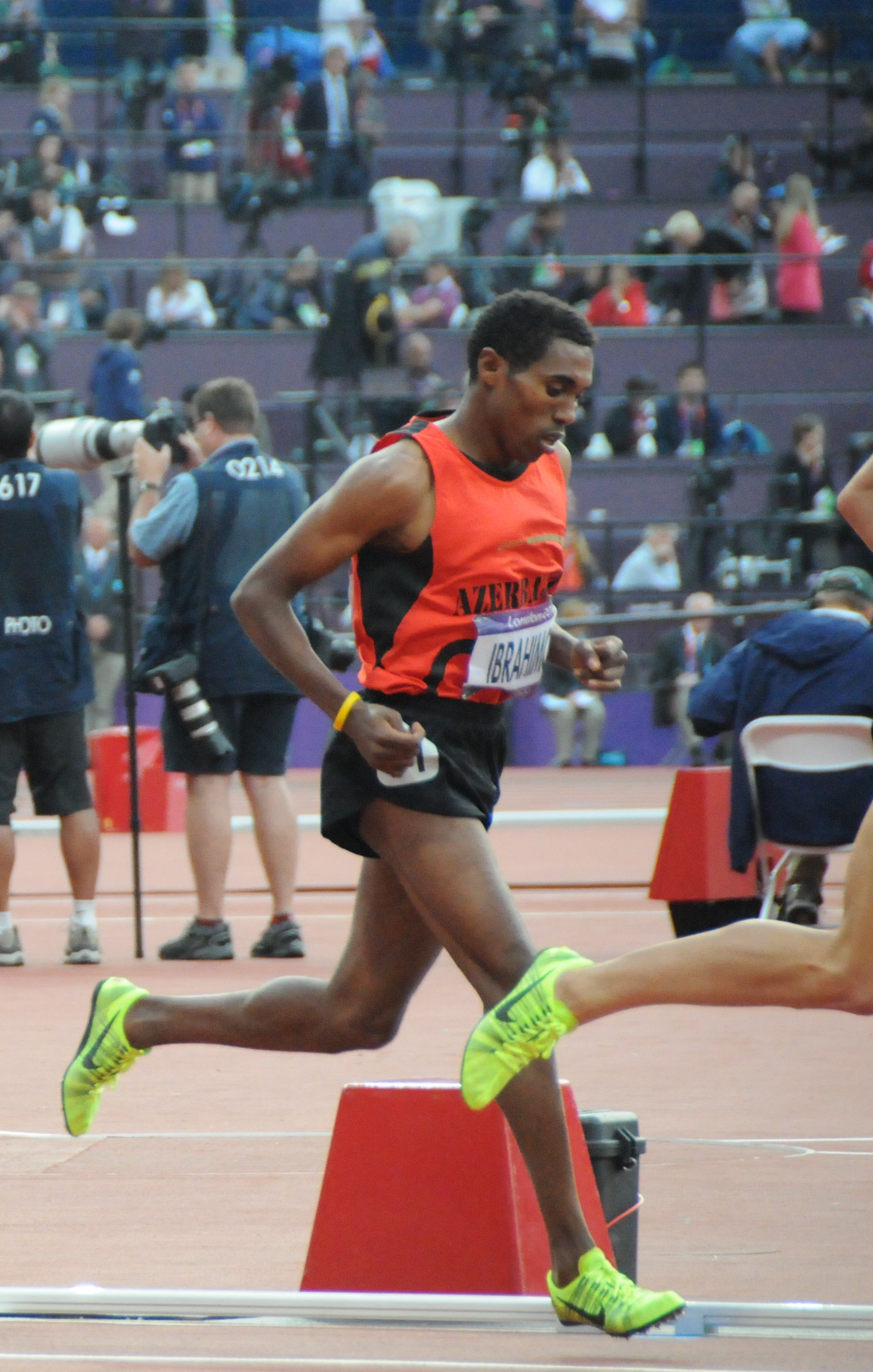
Hayle İbrahimov Rang vierzehn in 13:28,77 min
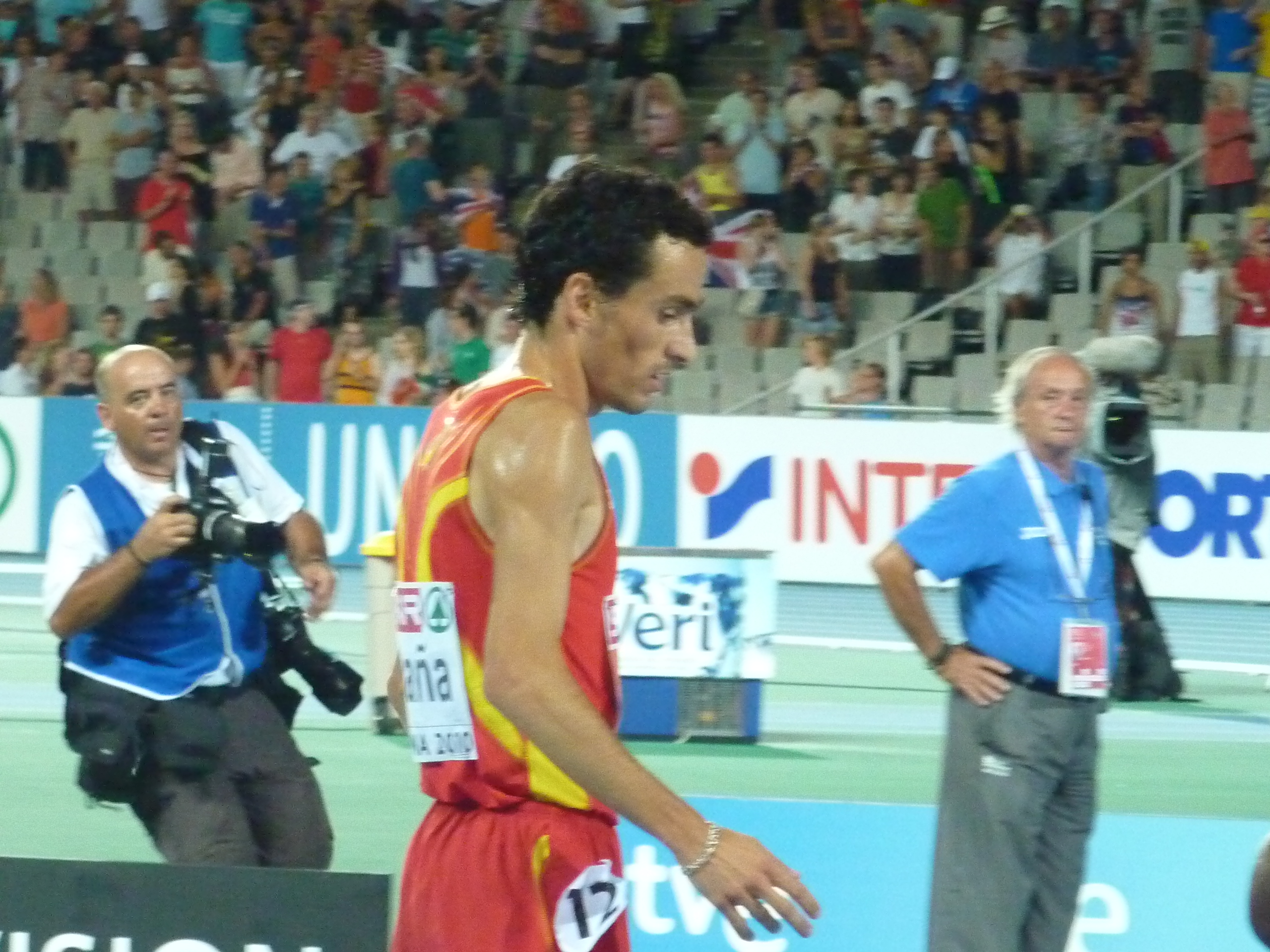
Jesús España Rang sechzehn in 13:51,47 min
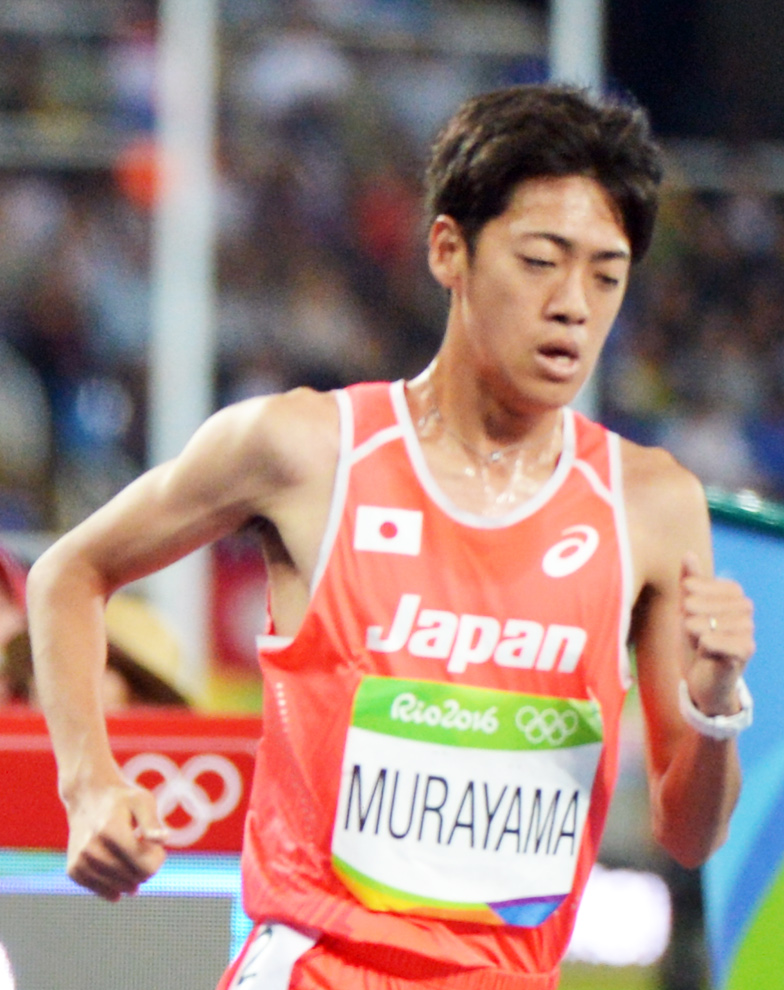
Kōta Murayama Rang siebzehn in 14:07,11 min
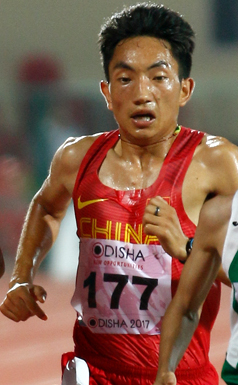
Duo Bujie Rang achtzehn in 14:07,35 min
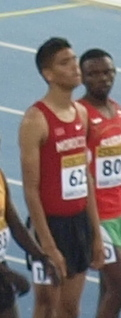
Younès Essalhi Rennen nicht beendet

## Finale

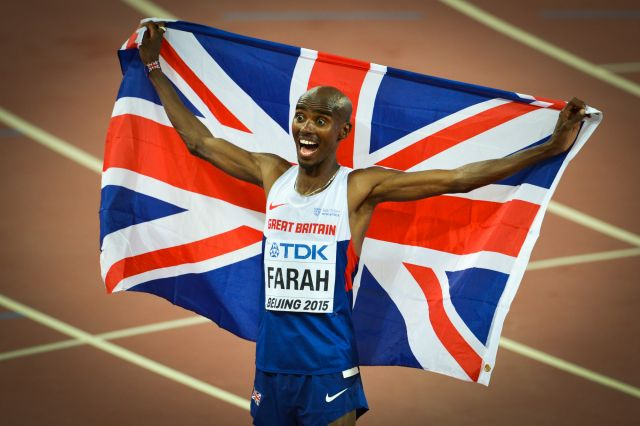
Der auf den Langstrecken dominierende Mo Farah – hier nach seinem Erfolg über 10.000 Meter

29. August 2015, 19:30 Uhr (13:30 Uhr MESZ)
Als Favorit ging der zweifache Weltmeister auf dieser Distanz Mo Farah aus Großbritannien ins Rennen. Seine schärfsten Konkurrenten waren der Vizeweltmeister von 2013 Hagos Gebrhiwet aus Äthiopien, der kenianische WM-Dritte von 2013 Isiah Koech und sein US-amerikanischer Trainingskollege Galen Rupp. Auch mit den weiteren in diesem Finale vertretenen Äthiopiern und Kenianern war zu rechnen.
Das Rennen lief auf ein Finale mit einem langgezogenen Finish hinaus. Die ersten Kilometer wurden mit zunächst Tom Farrell aus Großbritannien an der Spitze regelrecht verbummelt – erster km: 3:02,04 min / zweiter km: 2:56,65 min. Dann übernahm der Äthiopier Imane Merga die Führung, aber auch die dritten tausend Meter waren mit 2:48,59 min nicht sonderlich schnell. Nach 3200 Metern setzte sich schon überraschend früh Farah an die Spitze. Doch noch forcierte auch er das Tempo nicht in wirklich schnelle Bereiche. In 2:43,90 min wurde der vierte Kilometer absolviert. So blieb das Feld komplett dicht zusammen.
Zwei Runden vor Schluss ergriff der Kenianer Caleb Ndiku die Initiative. Jetzt begann ein lang gezogenes temporeiches Finish. Ndiku vor Farah, den Äthiopiern Yomif Kejelcha und Gebrhiwet, Rupp, seinem Landsmann Ben True und Merga lautete die Reihenfolge. Das Feld riss jetzt weit auseinander. In der Zielkurve der letzten Runde setzten Ndiku und Farah sich immer mehr ab von ihren Verfolgern. Kejelcha, der jetzt an Gebrhiwet vorbeizog, und sein Landsmann bildeten eine zweite Gruppe. Dahinter folgte Rupp und nach einer weiteren Lücke True. Auf der Zielgeraden beschleunigte Mo Farah noch einmal und lief unwiderstehlich zu seinem erneuten Weltmeistertitel. Die Zeit für den letzten Kilometer lautete 2:19,20 min. Caleb Ndiku verteidigte souverän seinen zweiten Platz. Dritter wurde schließlich Hagos Gebrhiwet, der sich gegen Yomif Kejelcha im Kampf um Bronze durchsetzen konnte. Dahinter belegten die drei US-Amerikaner Galen Rupp, Ben True und Ryan Hill die Ränge fünf bis sieben.
Für Mo Farah war es nach 2009, 2011 und 2013 bereits sein dritter WM-Titel über 5000 Meter und sein zweiter Doppelsieg über 5000- und 10.000 Meter nach 2011 und 2013. 2009 war er darüber hinaus auch Vizeweltmeister über 10.000 Meter geworden.
| Zwischenzeiten      | Zwischenzeiten | Zwischenzeiten                         | Zwischenzeiten |
| Zwischenzeit- Marke | Zwischenzeit   | Führende(r)                            | 1000-m-Zeit    |
| ------------------- | -------------- | -------------------------------------- | -------------- |
| 1000 m              | 3:02,04 min    | Tom Farrell vor dem geschlossenen Feld | 3:02,04 min    |
| 2000 m              | 5:58,69 min    | Tom Farrell vor dem geschlossenen Feld | 2:56,65 min    |
| 3000 m              | 8:47,28 min    | Imane Merga vor dem geschlossenen Feld | 2:48,59 min    |
| 4000 m              | 11:31,18 min   | Mo Farah vor dem geschlossenen Feld    | 2:43,90 min    |
| 5000 m              | 13:50,38 min   | Mo Farah                               | 2:19,20 min    |

| Platz | Athlet                | Land           | Zeit (min) |
| ----- | --------------------- | -------------- | ---------- |
|       | Mo Farah              | Großbritannien | 13:50,38   |
|       | Caleb Ndiku           | Kenia          | 13:51,75   |
|       | Hagos Gebrhiwet       | Äthiopien      | 13:51,86   |
| 04    | Yomif Kejelcha        | Äthiopien      | 13:52,43   |
| 05    | Galen Rupp            | USA            | 13:53,90   |
| 06    | Ben True              | USA            | 13:54,07   |
| 07    | Ryan Hill             | USA            | 13:55,10   |
| 08    | Isiah Kiplangat Koech | Kenia          | 13:55,98   |
| 09    | Ali Kaya              | Türkei         | 13:56,51   |
| 10    | Edwin Cheruiyot Soi   | Kenia          | 13:59,02   |
| 11    | Albert Kibichii Rop   | Bahrain        | 14:00,12   |
| 12    | Mohammed Ahmed        | Kanada         | 14:00,38   |
| 13    | Imane Merga           | Äthiopien      | 14:01,60   |
| 14    | Richard Ringer        | Deutschland    | 14:03,72   |
| 15    | Tom Farrell           | Großbritannien | 14:08,87   |

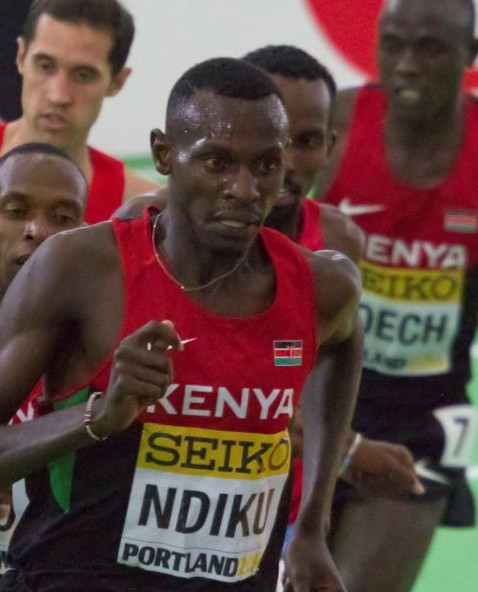
Vizeweltmeister Caleb Ndiku
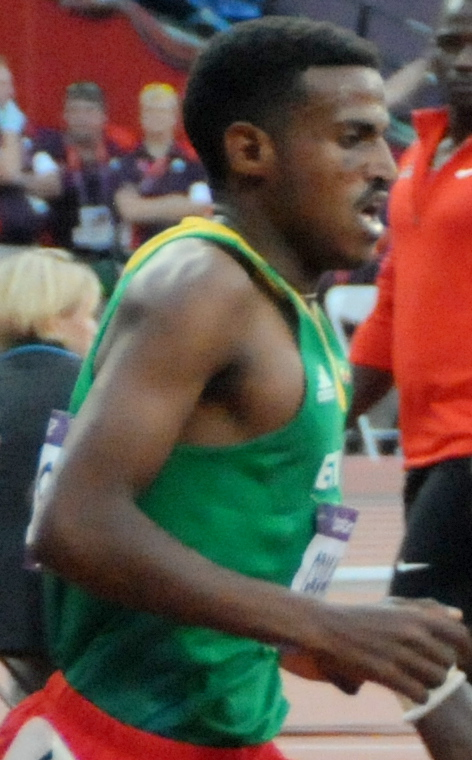
Bronzemedaillengewinner Hagos Gebrhiwet
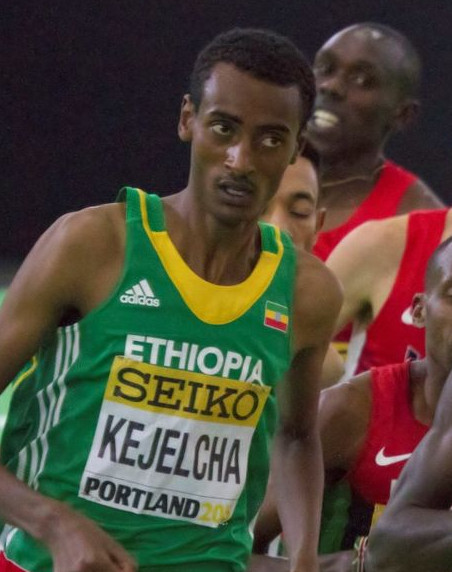
Yomif Kejelcha belegte Rang vier

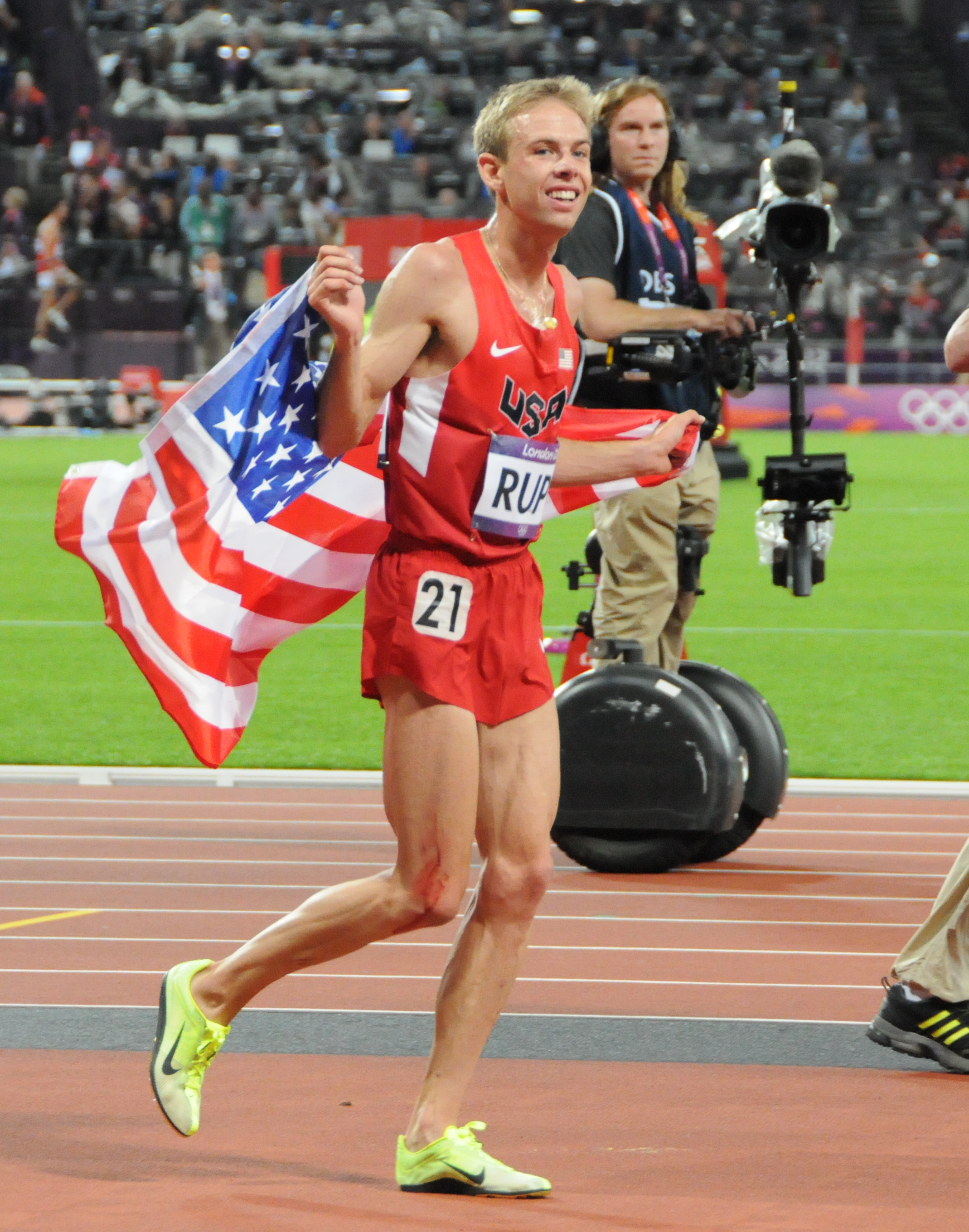
Galen Rupp kam auf den fünften Platz
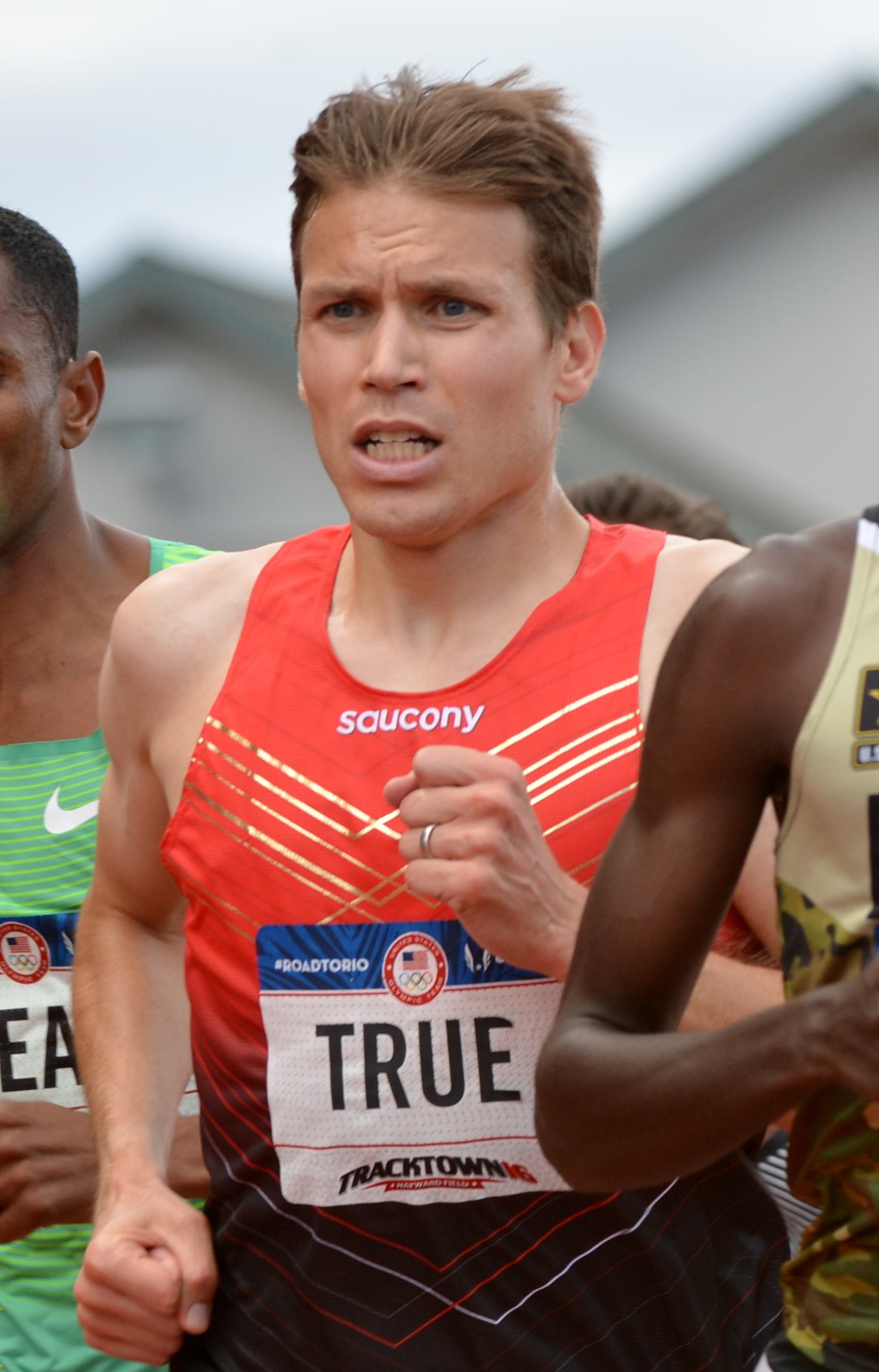
Ben True wurde Sechster
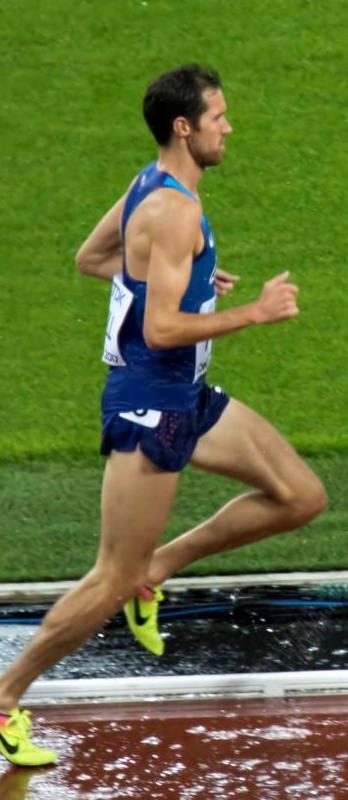
Ryan Hill erreichte den siebten Platz
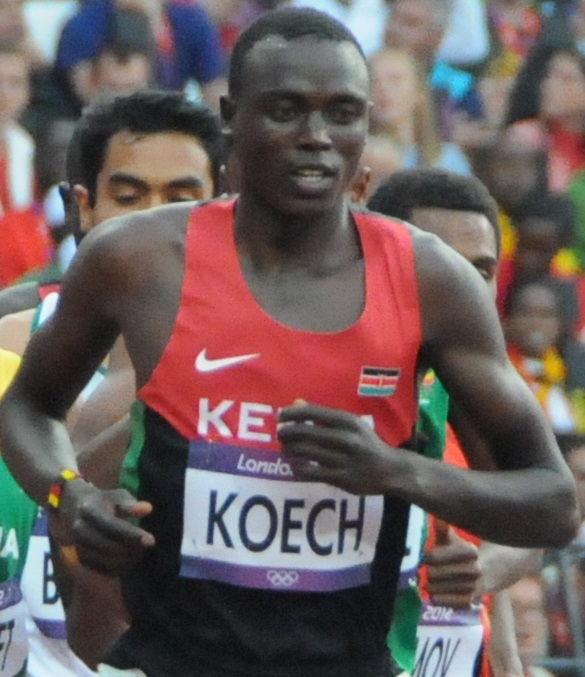
Isiah Koech belegte Rang acht
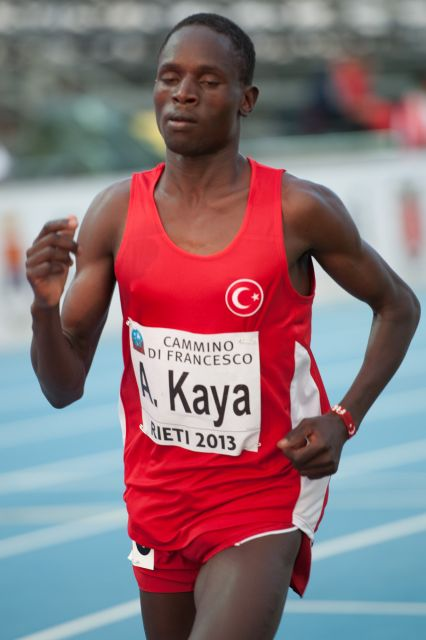
Ali Kaya – Rang neun
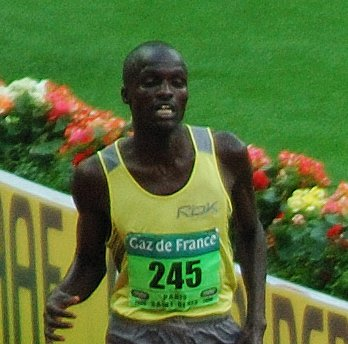
Platz zehn für den Kenianer Edwin Soi
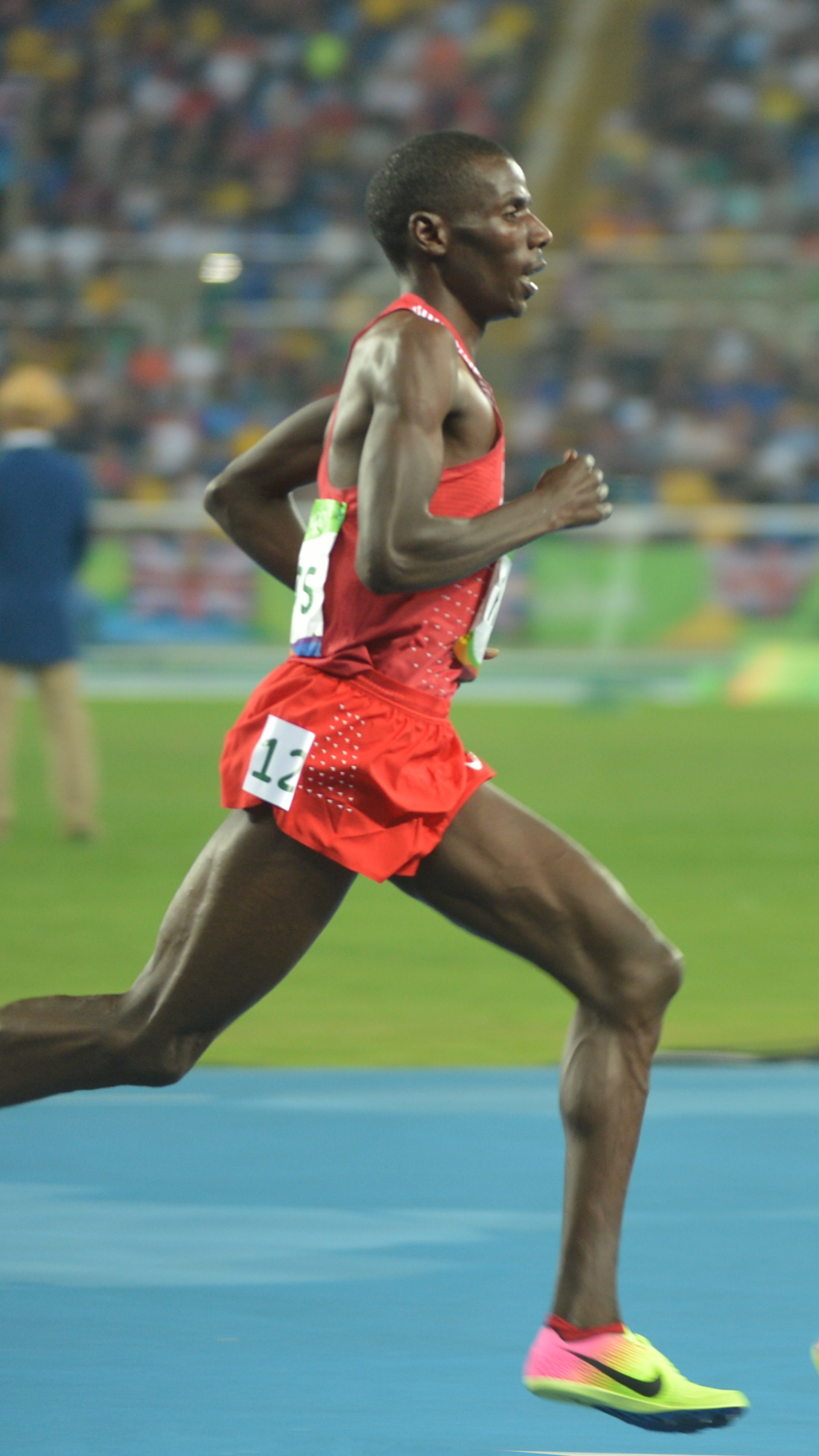
Albert Rop belegte den elften Rang
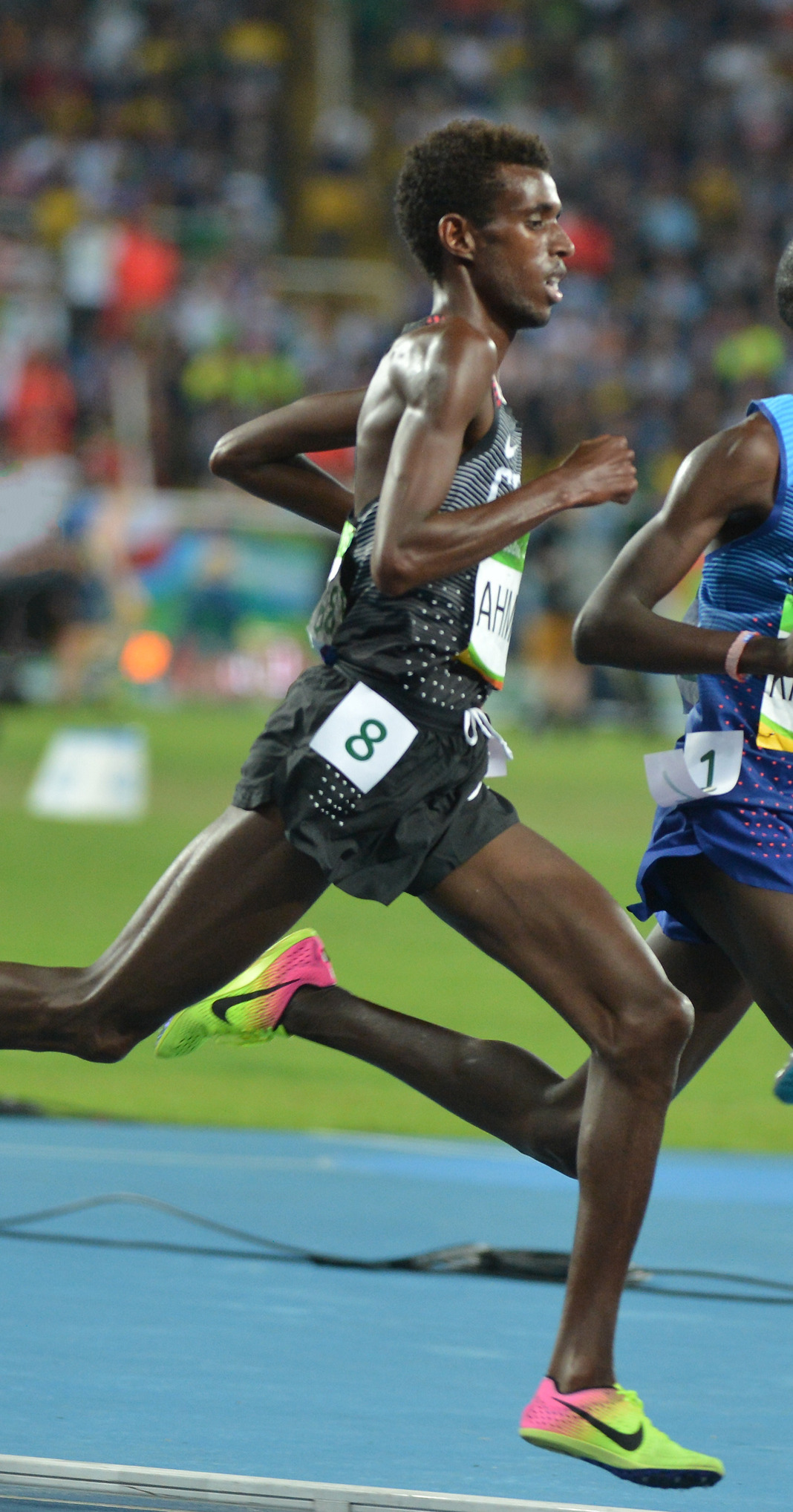
Mohammed Ahmed erreichte Platz zwölf
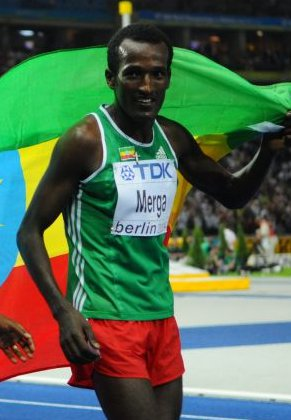
Imane Merga wurde Dreizehnter
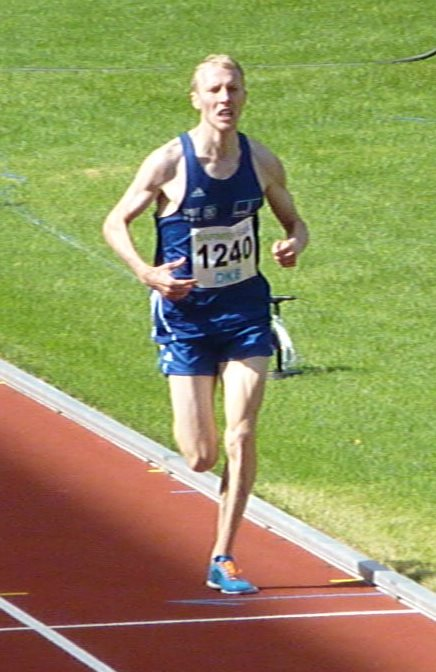
Rang vierzehn für Richard Ringer
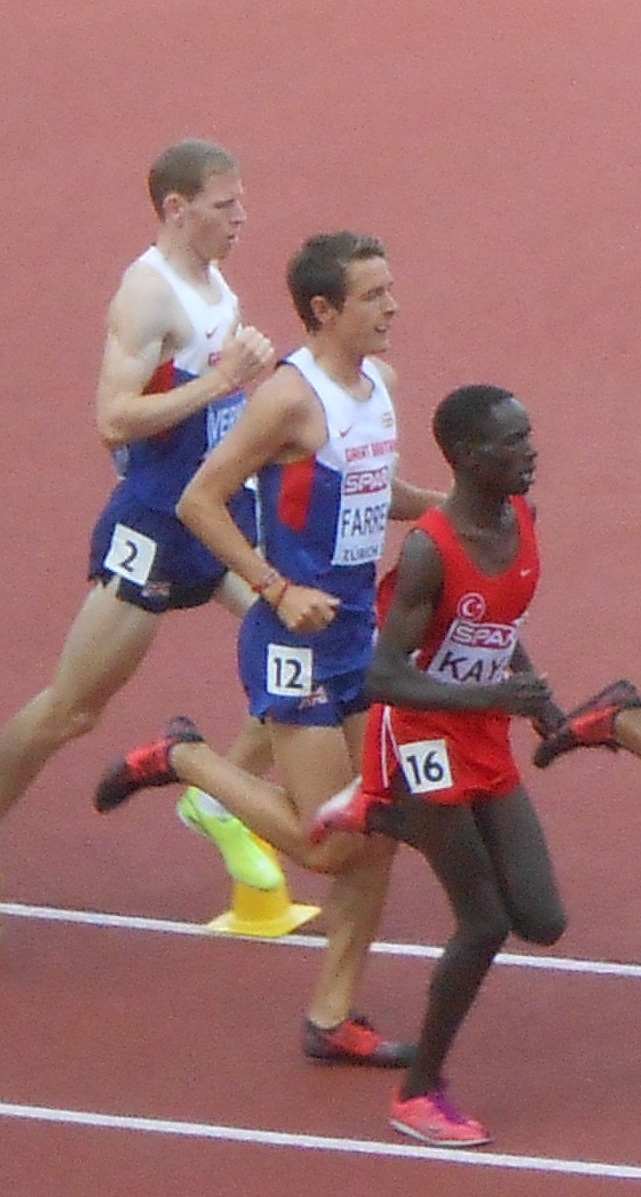
Tom Farrell – hier in der Mitte laufend – kam auf Platz fünfzehn